# Paris Sud Minute
Albums de 1995
La Suite
(2012)
Paris Sud Minute est l'unique album du groupe de rap français 1995. Sorti le 31 décembre 2012, l'album contient 17 titres et un inédit disponible en précommande sur iTunes. Comme leur EP La Suite, l'album est produit en indépendance, par le groupe lui-même et est distribué par Universal.

## Liste des titres
| No  | Titre                               | Beatmakers                                            | Durée |
| --- | ----------------------------------- | ----------------------------------------------------- | ----- |
| 1.  | Big Bang Théorie                    | Hologram Lo' (Basse additionnelle par Réda Mari)      | 4:02  |
| 2.  | Paris Sud Minute                    | Hologram Lo'                                          | 6:00  |
| 3.  | Bla Bla Bla                         | Oner RueDuBonSon                                      | 3:38  |
| 4.  | Flingue Dessus                      | Hologram Lo'                                          | 4:16  |
| 5.  | Jet Lag                             | Hologram Lo' (Saxophone par Jordan Figueroa Saintard) | 4:58  |
| 6.  | J'aime ça                           | Hologram Lo'                                          | 3:04  |
| 7.  | Baisse Ta Vitre (featuring Loretta) | Hugz                                                  | 5:00  |
| 8.  | Pétasse Blanche                     | Koudjo                                                | 4:01  |
| 9.  | 103                                 | Hologram Lo'                                          | 2:27  |
| 10. | Réel                                | Shuko (Scratchs par Hologram Lo')                     | 4:12  |
| 11. | Le Passage                          | Hologram Lo'                                          | 4:27  |
| 12. | J'Participe                         | Goldy                                                 | 4:00  |
| 13. | Flotte Mais Jamais Ne Sombre        | Goldy                                                 | 4:01  |
| 14. | Pleure Salope                       | Hologram Lo'                                          | 4:25  |
| 15. | Ça Raisonne                         | Hologram Lo'                                          | 4:43  |
| 16. | Souviens-Toi                        | Hologram Lo'                                          | 4:23  |
| 17. | C'est Ça Notre Vie                  | Hologram Lo'                                          | 3:01  |
| 18. | Parapente                           | Accompagne l'album pour la précommande iTunes.        | 4:45  |

## Clips et Freestyles
- 31 octobre 2012 : Flingue Dessus (réalisé par Syrine Boulanouar pour Le Garage)
- 12 décembre 2012 : Freestyle PSM
- 3 janvier 2013 : Réel (réalisé par Syrine Boulanouar et Studio Kippik produit par Le Garage et Undoubleneufcinq)
- 13 mai 2013 : Bla Bla Bla (réalisé par Nicolas Davenel produit par HK Corp et Undoubleneufcinq)
- 25 avril 2013 : Fondation du futur ( Instrumental : Fondation et Rézidue)